# Darracq
Darracq was een Frans automerk.

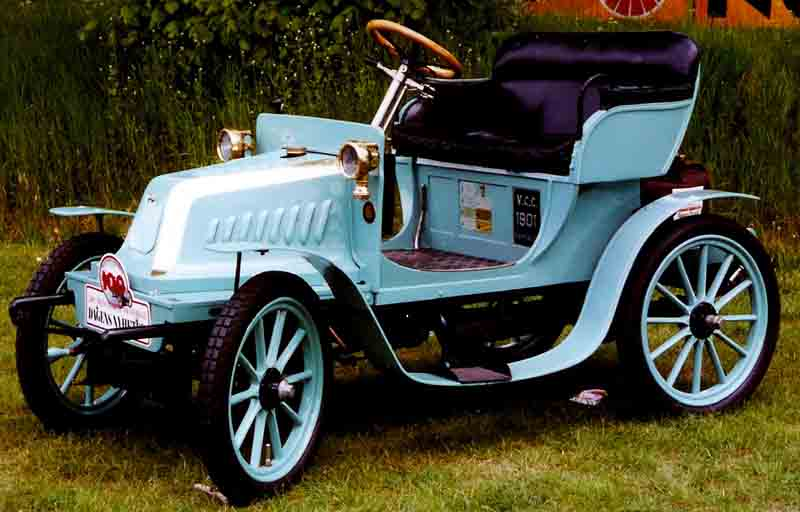
Darracq 6,5 pk, 1901

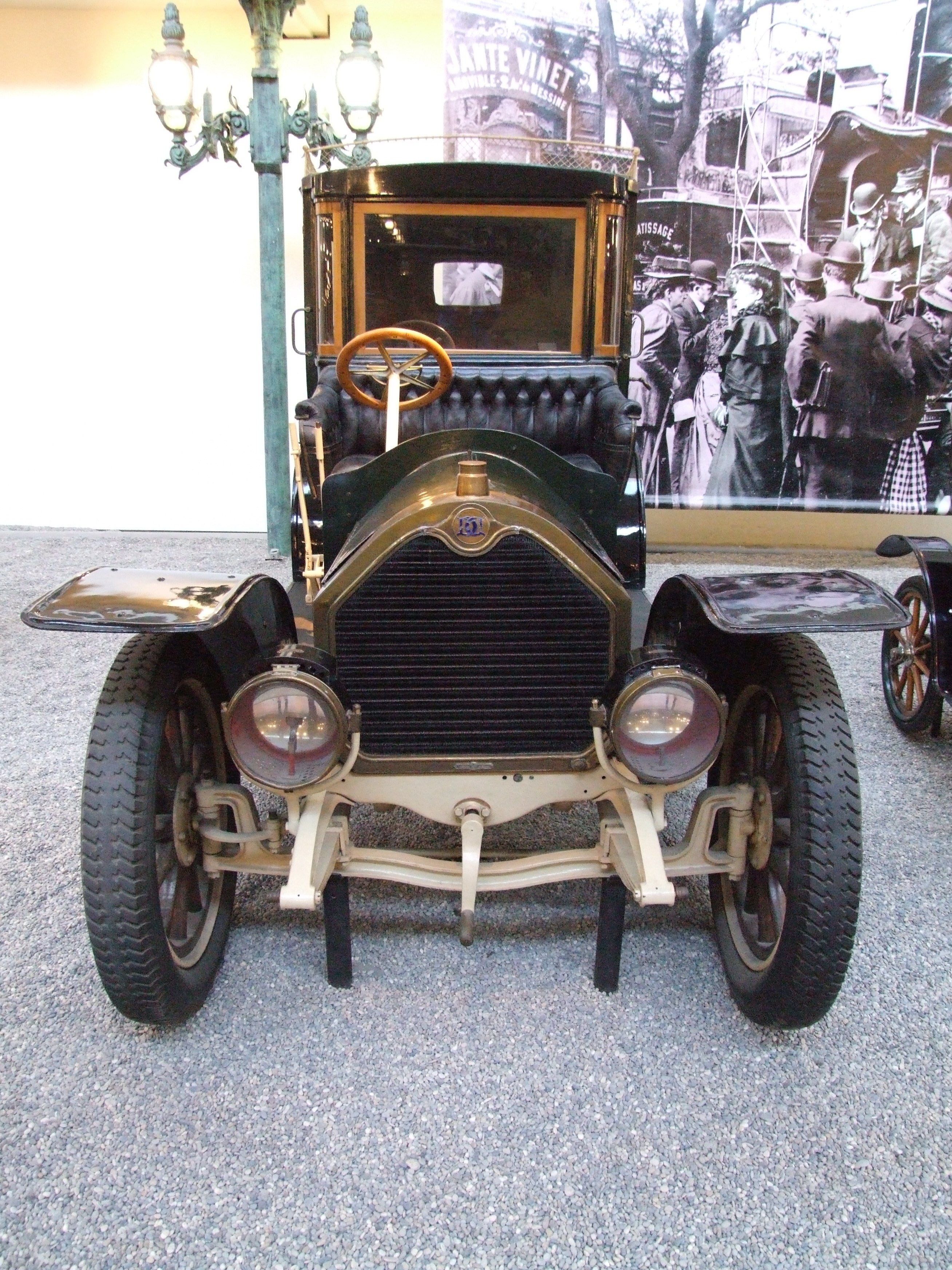
Darracq Coupé Chaffeur SS 20/28, 1907, viercilinder, 28,5 pk, 4728 cc, 70 km/h

Na een aantal valse starts in de automobielindustrie, richtte Alexandre Darracq in 1896 de gelijknamige autofabriek op. Hij was ooit begonnen als fietshandelaar in Parijs.
Aanvankelijk bouwde Darracq elektrisch aangedreven auto's, tot 1900, toen hij overging op de verbrandingsmotor. Darracq floreerde en in 1904 had Darracq 10% van de Franse markt in handen. In 1902 sloot Darracq een contract af met Opel, dat de auto's als Opel Darracq verkocht. In 1905 begon Darracq met de productie in het Verenigd Koninkrijk. In hetzelfde jaar nog richtte hij een fabriek op in Ierland. Ook in Italië richtte Darracq een fabriek op (SAID), in 1906, die later Alfa Romeo zou worden. In 1907 kwam er een fabriek in Spanje bij.
Darracq gebruikte autoracen als een manier om zijn producten in een goed daglicht te plaatsen. Een van de manieren was het wereldsnelheidsrecord ter land, dat in 1904 en 1905 behaald werd. Ook won Darracq de Vanderbilt-cup.
Alexandre Darracq verkocht zijn aandelen in 1913 aan een Britse koper, Owen Clegg. In 1919 nam Darracq het Britse deel van Talbot over en ging verder onder de naam Talbot-Darracq. In 1920 kwam een fusie tot stand met Sunbeam en deze combinatie ging Sunbeam-Talbot-Darracq (STD) heten. In 1934 ging STD failliet, en in 1935 nam de Rootes Group de merknamen Talbot en Sunbeam over.
In 1921 won Henry Segrave een race over 200 mijl in Brooklands, de eerste autorace in het Verenigd Koninkrijk met een Talbot Darracq.

## Trivia
Een Darracq kreeg een filmrol in de film Genevieve (1953), naast een Spyker. Deze film zorgde wereldwijd voor een verzamelmanie van antieke auto's.